# 1411 en santé et médecine
| Années de la santé et de la médecine : 1408 - 1409 - 1410 - 1411 - 1412 - 1413 - 1414    |
| Décennies de la santé et de la médecine : 1380 - 1390 - 1400 - 1410 - 1420 - 1430 - 1440 |

Cet article présente les faits marquants de l'année 1411 en santé et médecine.

## Événements
- Février : fondation par l'évêque Henry Wardlaw de l'université de Saint Andrews en Écosse, dont le pape Benoît XIII confirmera les statuts deux ans plus tard, en 1413, et où la médecine ne sera enseignée qu'à partir de 1450, à la fondation du St Salvator's College (en)[1].
- Fondation du collège des médecins de Bordeaux, qui restera indépendant de l'université après sa fondation en 1441 et dont seuls les professeurs agrégés pourront pratiquer en ville[2].
- La miresse Peretta Peronne (en) est poursuivie en justice pour exercice illégal de la médecine par la confrérie des chirurgiens de Paris et par les maîtres de l'université[3],[4].

## Publications
- 1411-1417 : Alonso Chirino (es) (c.1365-c.1429), médecin de Jean II, roi de Castille, rédige deux traités en castillan : le Miroir de la médecine (Espejo de la Medicina) et le Moindre mal de la médecine (Menor daño de la Medicina[5]).

## Personnalité
- 1408-1411 : fl. Jean de Leydis, maître ès arts et étudiant en médecine à Paris[6].

## Naissance
- Vers 1411 : Pierre Choinet (mort en 1483), médecin, astrologue et écrivain normand, médecin du roi Louis XI, surtout connu comme auteur du Rosier des guerres et du Livre des trois âges, ouvrages à visée morale, philosophique, politique ou historique, et qui ne traitent pas de médecine[7],[8].

## Décès
- 1411-1412 : Niccolò Falcucci (Nicolas de Florence) (né à une date inconnue), auteur d'un volumineux traité médical intitulé Sermonum liber scientiae medicinae[9],[10].
- Perrette de Rouen (née vers 1360), sage-femme assermentée, condamnée à Paris pour avoir procuré un enfant mort-né dont la graisse devait servir à soigner un seigneur lépreux ; graciée en 1408 par le roi Charles VI[11].
- 1399 ou 1411 : Jean Du Pont (né à une date inconnue), médecin assermenté et chirurgien de Reims qui a donné ses soins à l'archevêque Richard Picque en 1389[12].